# اوسامو ساتو
اوسامو ساتو (انگلیسی: Osamu Sato؛ زادهٔ ۱۴ آوریل ۱۹۶۰) طراح گرافیک، آهنگساز، عکاس، و تهیه‌کننده تلویزیونی اهل ژاپن است.